# هوفانيس جابوزان
هوفانيس جابوزان (الأرمينية: Հովհաննես Գաբուզյան، من مواليد 19 مايو 1995 في يريفان) هو أستاذ الشطرنج الأرميني غراند ماستر (2012). فاز ببطولة الشطرنج الأرمنية ال 77 في عام 2017. 

## الانجازات
- 2011: المركز الثاني في بطولة الشطرنج الأوروبية للشباب (تحت 16)
- 2012: المركز الثاني في بطولة الشطرنج الأوروبية للشباب (تحت 18)
- 2013: المركز الثالث في نصب كارين آسريان التذكاري[5]
- 2014: لأول مرة في فارنا المفتوحة[6]
- 2016: فاز ببطولة العالم للجامعة الشطرنج[7]

## وصلات خارجية
- هوفانيس جابوزان على موقع الاتحاد الدولي للشطرنج (الإنجليزية)
- هوفانيس جابوزان على موقع مباريات الشطرنج (الإنجليزية)
- هوفانيس جابوزان على موقع 365Chess.com (الإنجليزية)
- هوفانيس جابوزان على موقع Chesstempo.com (الإنجليزية)
- هوفانيس جابوزان على موقع الاتحاد الأمريكي للشطرنج (الإنجليزية)
- Hovhannes Gabuzyan chess games - 365Chess.com